# 愛洲忠行
愛洲 忠行（あいす ただゆき）は、室町時代後期の人物。伊勢神宮の神領奉行。

## 略歴
宝徳2年（1450年）の『相加竈文書』の竈山法度が初見である。
文明11年（1479年）12月27日、内宮引付で伊勢神宮一禰宜の荒木田氏経は、蔵方牢人の内部抗争で、忠行が仲裁の労を執った事について謝意を表している。氏経は忠行を「御奉行」と表現しており、当時忠行は神領奉行の地位にあったと分かる。
田丸城を有しており、北畠政郷の子・政勝を養子にして田丸城を継がせたという。